# Château du Pont-Rilly
Le château de Pont-Rilly est une demeure, des XVIe et XVIIIe siècles sauvée de la ruine et refaite à l'identique, qui se dresse, dans le Cotentin, sur le territoire de la commune française de Négreville, dans le département de la Manche, en région Normandie. L'édifice est partiellement inscrit au titre des monuments historiques.

## Localisation
Le château est situé au bout d'une avenue à 2,5 kilomètres au nord-nord-est de l'église Saint-Pierre de Négreville, dans le département français de la Manche.

## Historique
Dès le Moyen Âge un domaine seigneurial existe à Pont-Rilly.
Un premier manoir avec une chapelle, est construit à la fin du XVIe siècle, par Richard le Cesne, sieur de Négreville et Pont-Rilly, bailli de Cotentin de 1577 à 1590, sur sa terre de Pont-Rilly. Gilles de Gouberville, dans son journal, mentionne qu'un manoir est en construction, et qu'il s'y rend régulièrement. C'est le 21 mars 1564 que Richard Le Cesne, écuyer, vicomte de Valognes et garde des sceaux de la vicomté, avait acquis de Roulland Le Parmentier, sieur de Cosqueville, et de son épouse, Charlotte Laguette, héritière de son frère Thomas Laguette, vicomte et capitaine de Valognes, sieur de Quinéville et Saint-Quentin, le fief, terres et seigneurie de Pont-Rilly comprenant « maisons, mesnages, granges, étables, moulins à blé, étangs, prairies, terres labourables, bois en plusieurs pièces dont la première serait le jardin à pommiers où ladite maison est assise, clos à douves et fossés, tenus du roi sous la châtellenie de Valognes pour le prix de 4 000 livres tournois ».
Un second manoir, de style Louis XIII, est ensuite bâti, avec un escalier à balustres.
En 1663, Jacques Plessard vend la vavassorie noble de Pont-Rilly à Louis Berryer, âme damnée et prétendu bras droit de Colbert. Par échange, Louis la cède à la famille Scelles de Cybrantot, dont une fille, Françoise Scelles épousera, en 1652, Jean-François de La Houssaye d'Ourville,. Pont-Rilly passe ainsi dans la famille de La Houssaye. En 1718, Charles-Adrien-Félix de La Houssaye obtient l'érection en « marquisat de La Houssaye-Négreville », mais se qualifie marquis d'Ourville. Son fils, Hyacinthe-Paul-Charles de La Houssaye († 1791), marquis d'Ourville, marié en 1739 à Ambroisine Doynel, fera construire la partie XVIIIe siècle du château actuel, par l'architecte valognais Pierre-Raphaël Lozon, à partir de 1765, qui fait transformer l'ancien manoir. De Lozon conserve la structure du bâtiment d'origine et lui adjoint à chaque extrémité les deux pavillons et un avant-corps central doté d'un perron. Ces travaux seront terminés quatre ans plus tard et de Lozon renvoyé,. Dès 1769, c'est l'architecte parisien, Nicolas Durand qui achèvera Pont-Rilly. Il dressera le plan de la basse-cour et des communs avec la chapelle, les remises, les écuries, la charretterie, les serres, l'infirmerie, qui seront achevé en 1774. Le château, est abandonné après la mort de son propriétaire, le marquis La Houssaye d'Ourville en 1791,.
Pendant l'été 1944, l'état major chargé de gérer toute la logistique et l'intendance de l'armée américaine débarquée en Normandie (ADSEC/COM Z), s'installe à Pont-Rilly. Ce service crucial pour les opérations restera au château un mois avant d’aller s'installer à Paris, libéré,.
Au XXe siècle, la propriété a été laissée à l'abandon et la maison a failli être détruite. En 1982, Claude Brosselin rachète le château en copropriété, avec Jean-Jacques et Annick Roucheray. Le château est alors restauré dans les règles de l'art d’après les plans et projets architecturaux du XVIIIe siècle, grâce aux archives conservées représentant un mètre cube, avec notamment les plans et l'inventaire complet du mobilier du château.

## Description
Le château, entouré de son parc où courent plusieurs canaux, se présente sous la forme d'un bâtiment d'un étage sur rez-de-chaussée surélevé avec un avant-corps central avec à l'étage un balcon en fer forgé, précédé d'un grand escalier et d'un perron, et de deux pavillons au extrémités. Sur le fronton sud de ce manoir du XVIIe siècle transformé en château entre 1765 et 1774 par le marquis d'Ourville, Paul-Hyacinthe de La Houssaye, on peut voir l'écu armorié, d'argent à trois feuilles de houx de sable, chargées chacune d'une croix d'or au pied fiché, timbré d'une couronne de marquis. cet écu était prévu initialement pour le fronton nord.
À l'intérieur, le petit salon est tapissé d'une toile de Jouy. Elle est la copie de celle qui avait été fabriquée pour rendre compte du voyage de Louis XVI à Cherbourg en 1786, grâce au cylindre d'impression qui avait été conservé.
Le château dispose d'un parc de quinze hectares agrémenté d'un système hydraulique avec canaux, bief et moulin et s'entoure d'une boulangerie et d'écuries.

## Protection
Les façades et les toitures du château, y compris la terrasse ; le vestibule et la cage d'escalier ;  au rez-de-chaussée : le petit salon sud-ouest, le petit salon nord-ouest (à l'exception de la cheminée), le grand salon est et le petit salon sud-est avec leur décor, le trumeau de la cheminée du petit salon nord-est ; à l'étage : la chambre nord-ouest avec son décor, le trumeau de la cheminée de la chambre nord-est ; dans les combles : quatre cheminées avec leur trumeau ; les façades et les toitures du pavillon est ; la chapelle ; les façades et les toitures des remises et des écuries ; la serre ; les façades et les toitures du moulin et de ses dépendances ; les façades et les toitures de la boulangerie ; le colombier ; les façades et les toitures des bâtiments de la ferme ainsi que l'avenue d'honneur, la cour d'honneur, la basse-cour et le parc ordonnancé avec les ponts, les canaux et le décor architectural sont inscrits au titre des monuments historiques par arrêté du 26 juillet 1985.
Le parc fait l'objet d'une inscription au pré-inventaire des jardins remarquables.

## Visite et hébergement
Le château, propriété privée, n'est pas ouvert au public. Des cottages ont été aménagés dans les anciens communs, notamment dans le moulin, la boulangerie, etc.